# Deutsch-saharauische Beziehungen
Die Deutsch-saharauischen Beziehungen sind das Verhältnis zwischen Deutschland und der Demokratischen Arabischen Republik Sahara (DARS). Die Bundesrepublik Deutschland erkennt die DARS nicht als eigenständigen Staat an und unterhält mit dieser keiner diplomatischen Beziehungen. Deutschland unterstützt eine diplomatische Lösung im Westsaharakonflikt, ohne die marokkanischen Ansprüche auf das Gebiet direkt anzuerkennen.

## Geschichte
Der Westsaharakonflikt geht auf das Jahr 1975 zurück, als sich Spanien aus der Westsahara zurückzog und die marokkanischen Streitkräfte das Gebiet besetzten. Die Frente Polisario rief dagegen die Demokratische Arabische Republik Sahara aus, kontrolliert jedoch nur Freie Zone, die lediglich ein Drittel der gesamten Westsahara ausmacht. Der Rest ist von Marokko besetzt.
Kontakte zur Frente Polisario unterhielten in der Bundesrepublik Deutschland vorwiegend politisch links stehende Gruppen. Die DDR soll 1977 Waffenlieferungen an die  Frente Polisario zugestimmt haben. Werner Lamberz soll den libyschen Diktator deshalb um die Herstellung von Kontakten zur Frente Polisario gebeten haben.
Die Bundesrepublik Deutschland betonte ausdrücklich ihre Neutralität in der Westsahara-Frage und sprach sich für die Abhaltung eines von der UN vermittelten Referendums aus, um den völkerrechtlichen Status der Westsahara zu klären.
Am 24. Februar 1985 wurde das Forschungsflugzeug Polar 3 des Alfred-Wegener-Instituts (AWI) bei El Argoub von der Frente Polisario abgeschlossen, die es mit einem marokkanischen Flugzeug verwechselt hatte. Bei dem Vorfall kamen drei deutsche Staatsbürger ums Leben. Die Frente Polisario sprach später von einem „bedauerlichen Versehen“.
Die Bundeswehr beteiligte sich ab 2013 mit der Entsendung von bis zu vier Militärbeobachtern an der UN-Mission MINURSO in der Westsahara.
Am 16. August 2017 wurde der ehemalige Bundespräsident Horst Köhler von UN-Generalsekretär António Guterres zum UN-Sondergesandten für die Westsahara berufen. Köhler trat im Mai 2019 von dieser Rolle zurück, wobei Außenminister Heiko Maas Köhler mit den Worten lobte, er habe „nach mehr als einem Jahrzehnt des Stillstands alle Akteure an einem Tisch versammelt“ und die „Grundlagen für einen Verhandlungsprozess gelegt, der zu einer realistischen, praktikablen und nachhaltigen Lösung im Rahmen der Vereinten Nationen führen kann, die es dem sahraouischen Volk erlauben würde, sein Recht auf Selbstbestimmung auszuüben“.
Im Dezember 2020 erkannte US-Präsident Donald Trump die Westsahara als Teil Marokkos an, wobei Marokko im Gegenzug Israel diplomatisch anerkannte. Deutschland kritisierte diese Entscheidung und betonte, die Westsahara und Marokko weiterhin als völkerrechtlich getrennte Gebiete zu betrachten und rief eine Sitzung im UN-Sicherheitsrat ein. Infolgedessen kam es zu einem diplomatischen Eklat zwischen Marokko und Deutschland. Im März 2021 Marokko warf der Bundesrepublik vor, „wiederholt feindselig gegen die höheren Interessen des Königreichs Marokko gehandelt“ zu haben. Das Land rief daraufhin seine Botschafterin aus Berlin zurück und verhängte ein Kontaktverbot zur Deutschen Botschaft und zu deutschen Organisationen.
Gegen Ende 2021 näherten sich Marokko und Deutschland diplomatisch wieder an und das Auswärtige Amt verwies nun auf seiner Homepage auf einen Plan der Marokkaner von 2007, der einen Autonomiestatus der Westsahara ohne Unabhängigkeit vorsieht, als einen „wichtigen Beitrag“ zur Lösung des Konflikts bezeichnete. Die Linken-Politikerin Sevim Dağdelen warf der Bundesregierung deswegen vor, „die illegale Besatzung Marokkos auf Kosten der Sahrauis“ zu akzeptieren.
Im August 2022 wurde bei einem Staatsbesuch von Außenministerin Annalena Baerbock eine gemeinsame deutsch-marokkanische Erklärung veröffentlicht. In dieser wurde die Notwendigkeit für „eine gerechte, pragmatische, dauerhafte und für alle Seiten annehmbare politische Lösung“ im Westsaharakonflikt betont und erneut der marokkanische Autonomieplan als „gute Grundlage, um zu einer Einigung beider Seiten zu kommen“ bezeichnet.

## Wirtschaftsbeziehungen
In der Handelsbilanz Deutschlands taucht die Westsahara unter ferner liefen auf. 2024 lagen die deutschen Warenexporte in die Westsahara bei 9.000 Euro und die Importe bei 69.000 Euro. In der Rangliste der deutschen Handelspartner nahm die Westsahara damit Rang 227 ein, einen Platz hinter Tuvalu.
Ein Wirtschaftsabkommen der EU mit Marokko, wobei es auch um die Ausbeutung der Ressourcen der besetzten Gebiete geht, führte zu einer Klage der Fronte Polisario gegen den Rat der Europäischen Union. Im September 2021 wurde der Fronte Polisario recht gegeben und das Abkommen mit Marokko von einem EU-Gericht für nichtig erklärt. In der besetzten Westsahara sind auch deutsche Unternehmen wirtschaftlich tätig, so z. B. beim Ausbau von grünen Energien. Heidelberg Cement betreibt über Tochtergesellschaften zwei Werke im marokkanisch besetzen Teil der Westsahara.